# Olympische Jugend-Sommerspiele 2014/Teilnehmer (Hongkong)
| Gelbes Symbol für Goldmedaillen mit stilisierten Olympischen Ringen | Graues Symbol für Silbermedaillen mit stilisierten Olympischen Ringen | Braundes Symbol für Bronzemedaillen mit stilisierten Olympischen Ringen |
| ------------------------------------------------------------------- | --------------------------------------------------------------------- | ----------------------------------------------------------------------- |
| —                                                                   | 4                                                                     | 1                                                                       |

Die Jugend-Olympiamannschaft aus Hongkong für die II. Olympischen Jugend-Sommerspiele vom 16. bis 28. August 2014 in Nanjing (Volksrepublik China) bestand aus 18 Athleten.

## Athleten nach Sportarten

### Badminton
| Mädchen - Ng Tsz Yau Einzel: 5. Platz Mixed: Gold (mit Cheam June Wei Malaysia) | Jungen - Lee Cheuk Yiu Einzel: 5. Platz Mixed: 9. Platz (mit Magda Konieczna Polen) |

### Fechten
| Mädchen - Lau Cheuk Yu Florett Einzel: 10. Platz | Jungen - Ryan Choi Florett Einzel: Silber Mixed: Gold (im Team Asien-Ozeanien 1) - Albert Chien Degen Einzel: 6. Platz Mixed: Gold (im Team Asien-Ozeanien 1) |

### Golf
| Mädchen - Kitty Tam Einzel: 17. Platz Mixed: 23. Platz | Jungen - Lucas Lam Einzel: 29. Platz Mixed: 23. Platz |

### Reiten
- Lennard Chiang
Springen Einzel: 8. Platz
Springen Mannschaft: 5. Platz (im Team Australasien)

### Schwimmen
- 4 × 100 m Lagen Mixed: 18. Platz

| Mädchen - Siobhán Haughey 50 m Freistil: 5. Platz 100 m Freistil: Silber 200 m Freisti.: 6. Platz 200 m Lagen: Silber - Jamie Yeung 50 m Brust: 25. Platz 100 m Brust: 21. Platz 200 m Brust: 20. Platz | Jungen - Lau Shiu Yue 50 m Rücken: 18. Platz 100 m Rücken: 28. Platz 200 m Rücken: 28. Platz - Sutton Choi 100 m Brust: 35. Platz 200 m Brust: 23. Platz |

### Segeln
| Mädchen - Sandy Choi Windsurfen: 6. Platz | Jungen - Chan Tsz Kit Windsurfen: 8. Platz |

### Tischtennis
| Mädchen - Doo Hoi Kem Einzel: Silber Mixed: Bronze | Jungen - Hung Ka Tak Einzel: 5. Platz Mixed: Bronze |

### Triathlon
| Mädchen - Chelsea Hung Einzel: 30. Platz Mixed: 15. Platz (im Team Asien 3) | Jungen - Michael Lam Einzel: 16. Platz Mixed: 8. Platz (im Team Asien 1) |